# Léonard Luongwe
Léonard Luongwe Kabule Mulungo a été le ministre des Finances de la république démocratique du Congo de février à juin 2003 : il a été remplacé par Mutombo Kyamakosa.